# اوچبلاغ (بیله‌سوار)
اوچبلاغ یک منطقهٔ مسکونی در ایران است که در دهستان قشلاق جنوبی واقع شده‌است. براساس سرشماری مرکز آمار ایران در سال ۱۳۹۵، اوچبلاغ ۵۰ نفر جمعیت دارد.